# Jucăria
Romanul Jucăria al scriitorului Florin Șlapac a apărut inițial – aflăm de pe ultima copertă – în 1989 (la Editura Dacia, Cluj-Napoca), ceea ce justifică, în cazul de față, ca și în atâtea altele, forma alegorică, discursul aluziv, lectura cu „cheie“. Dincolo de această (primă) impresie, cartea are o scriitură sofisticată și – pe masură ce înaintezi cu cititul – surprinzătoare prin varietatea registrelor stilistice și prin savoarea limbii. Căci avem de-a face, realmente, cu o carte de virtuozitate în materie lingvistică, o „jucărea“ (nu fără miză!) în buna tradiție a „balcanismului“ nostru literar. 
În legătura cu registrele stilistice care se împletesc în textura cărții, ar mai fi de notat, lăsând de-o parte alegoria grotescă a jocului de-a puterea, prezența unui personaj (autobiografic, probabil), Alexandru, ce introduce o voce meditativă, evocatoare, a memoriei personale (pagini fabuloase ale memoriei „involuntare“, imagini ale copilăriei, ale mamei – Mumi – și tatălui). Acestea contrabalansează ficțiunea „belicoasa“ și alegorică, într-o scriitură polifonică, cu foarte multe vibrato-uri poematice (v. inserturile de natură). Închei cu unul dintre pasajele descriptive, pline de poezie: „Cei căzuți în capcana amintirilor se prăbușeau împietriți în somn. Umbra lor părăsea tiptil alinierea defectuoasa îndreptându-se târâș spre orizontul oțelit, căscat ca o gură de lup care vomita fulgi nemistuiti. Vântul încerca să dea caii peste cap. Dinții lor albi luceau amenințător în bătaia flăcărilor răzlețe. Troienele copleșitoare apăsau drumul: capacul unui coșciug meșterit la repezeală. Din tainițele pământului răsăreau pe alocuri colți de piatră. Colți de mamut. Frigul însemna frunțile crispate. Florile de gheața ale răsuflărilor sfredeleau aerul“ (p. 95).(Adina Dinitoiu, Observator Cultural, 2000)

## Opinii critice
- "A doua lui carte, Jucăria, îndreptățește așteptarea și presimțirea valorii. Este o carte, o spun de la început, excepțională, care trebuie să îl aducă pe Florin Șlapac acolo unde îi este locul, adică în rândul numelor de referință ale generației tinere (...). Jucăria este in felul ei (... ) o carte totală. În acest roman, Romanul pățește două lucruri esențiale: se sfârșește, se epuizează, se subțiază, se manierizează, scapă de sine însuși ca de un balast și încearcă să se reinventeze, să viseze la ce ar putea fi. Jucăria lui Florin Șlapac reprezintă un moment de gol fertil în seria genului, și așa trebuie reținut. Indubitabile, depașind necesitățile de subiect si celelalte conventii, putandu-se exercita in sine, sunt talentul si placerea nebuna de a scrie ale acestui autor. De la care asteptăm, înca și înca o dată, ceea ce ne-a oferit și acum: totul."(Bogdan Ghiu, Contrapunct, 1990)

- " Jucăria este un roman atât de bine scris, de echilibrat și profund, încât Florin Șlapac poate fi considerat fără exagerare - un prozator matur, ferice posesor al unor bogate filoane și tehnici epice."(Mihai Dragolea, Vatra, 1990)

- "Florin Șlapac, jucătorul, este în această carte poet. Savoarea limbii este atât de perfectă încât fiecare fragment poate deveni autonom: decupat din întregul, alminteri geometric construit, el palpită, comunică. Îndragostit de cuvinte, le instalează așa încât istoria și discursul își dispută întâietatea într-o partidă cu totul remarcabilă." (Irina Petras, Steaua, 1990)